# Kipperoch House
Kipperoch House ist ein Wohngebäude südwestlich der schottischen Stadt Renton in der Council Area West Dunbartonshire. 1996 wurde das Bauwerk in die schottischen Denkmallisten in der Kategorie C aufgenommen.

## Beschreibung
Kipperoch House liegt unweit von Kipperoch Farm abseits der A812 und ist über einen Zufahrtsweg von dieser aus erreichbar. Das zweistöckige Gebäude stammt aus dem späten 19. Jahrhundert und weist architektonische Merkmale des Scottish Baronials auf. Sein Mauerwerk besteht aus grob behauenem Sandstein. Der Eingangsbereich befindet sich an der südexponierten Frontseite. Er wird über eine Treppe mit steinerner Brüstung erreicht. Oberhalb der eingefassten Türe mit Kämpferfenster tritt ein Gesims mit dem Monogramm ABJS hervor. Darüber befindet sich ein Fenster. Zur Rechten tritt eine Giebelfläche mit einem Fenster über beide Stockwerke leicht hervor. Links befindet sich hingegen ein Zwillingsfenster. Rechts ist das Monogramm JE und links AR zu lesen. Entlang der gegenüberliegenden Gebäuderückseite sind Fenster auf drei vertikalen Achsen angeordnet. Das Satteldach ist mit grauen Schieferschindeln eingedeckt. Zwei verzierte Pfeiler fassen die Gebäudezufahrt ein. Beiderseits des Zufahrtsweges befinden sich Tore für Fußgänger.